# Шипшина польова
Шипшина польова (Rosa agrestis) — вид рослин з родини розових (Rosaceae); поширений у Європі крім сходу, у північно-західній Африці, західній Азії.

## Опис
Кущ 2–3 м. Рахіс1 голий, б.-м. вкритий стебельчатими залозками й одиничними шипиками; листочки видовжено-яйцеподібні або овальні. Квітконіжки перевищують гіпантій у 1.5–2 рази. Чашолистки широкі, після цвітіння відігнуті вниз і швидко опадають.

## Поширення
Поширений у Європі крім сходу, у північно-західній Африці, західній Азії.
Досить непомітний листяний чагарник, знайдений у чагарникових і вапняних луках, що росте на крейді чи вапняку. Також трапляється у середньоземноморських листяних заростях середнього Середземномор'я, на живоплотах та на лісових полянах у шифері, червоному пісковику, гравії та інших субстратах. 
В Україні вид зростає серед чагарників, рідше на галявинах або біля доріг. Біля підніжжя гірських кам'янистих схилів Карпат.

## Загрози та охорона
Загрозою є втрата середовища проживання через оранку, скорочення пасовищ, що спричиняє затінення та конкуренцію. В Угорщині загрозами є лісонасадження, залісення чужорідними видами, вторгнення чужорідних бур'янів та очищення від кущів.
Рослина має статус NT у Великій Британії й Угорщині, де є під захистом. Вид рідкісний у Бельгії, регіонально вимерлий у Данії, критично загрожений у Швеції.
Трапляється у кількох природоохоронних областях.

## Використання
Здається, це не важливий лікарський чи кулінарний вид. Bitis та ін. (2010) виявили, що екстракт листя Rosa agrestis показує значну антиоксидативну активність, що пояснюється його високим вмістом загальних фенолів, флавоноїдів та проантоціанідинів.